# Queen's Park (Toronto)

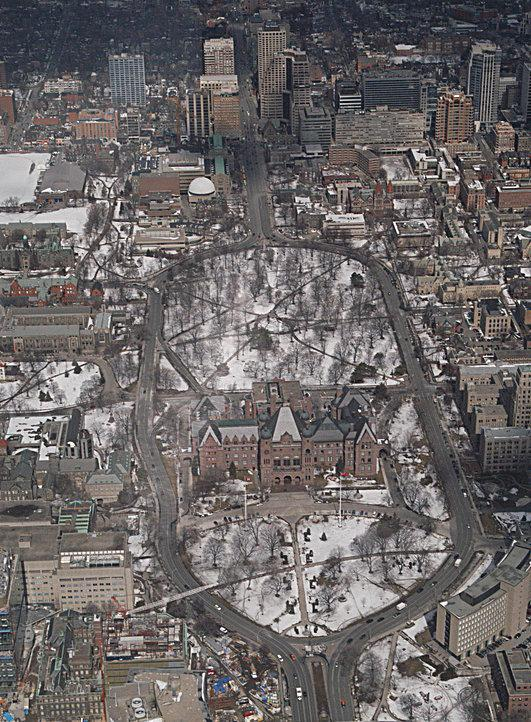
Vista aérea do Queen's Park.

O Queen's Park é um parque histórico localizado em Toronto, Ontário, Canadá. A área verde foi nomeada com o presente nome em 1860, em homenagem à Rainha Victoria do Reino Unido. O prédio da Assembléia Legislativa de Ontário localiza-se dentro do parque, tendo sido fundada em 1892. Tanto o Queen's Park quanto o prédio da assembléia são pontos turísticos de Toronto. O parque é cercado por instalações da Universidade de Toronto a leste e a oeste, que são outros pontos de interesse próximos ao parque. Ao norte do Queen's Park, está localizada o Royal Ontario Museum.  
O parque é cercado pelo Queen's Park Circle, via pública que é a continuação da University Avenue, imediatamente ao sul do parque.  Ao norte, o Queen's Park Circle continua com o nome de Avenue Road. O cruzamento desta via com a Bloor Street localiza-se imediatamente ao norte do parque.